# Tom Dunn
Pour les articles homonymes, voir Dunn.

a Compétitions nationales et continentales officielles uniquement.

b Matchs officiels uniquement.
Dernière mise à jour le 11 septembre 2023.
Tom Dunn, né le 12 novembre 1992 à Bath (Angleterre), est un joueur international anglais de rugby à XV jouant au poste de talonneur à Bath Rugby en Premiership.

## Biographie

### Carrière en club
Il joue chez les jeunes avec le Chippenham RFC (en), avant de faire ses débuts avec Bath Rugby en 2012 contre Calvisano. À part deux courts prêts aux London Scottish et aux Rotherham Titans, il reste fidèle à Bath, avec qui il est finaliste du Championnat d'Angleterre en 2015.
Il atteint la barre des 150 apparitions avec Bath en 2021.
En 2022, il dispute son premier match en tant que capitaine avec Bath.
Lors de la saison 2022-2023, il est meilleur marqueur d'essais du club en Premiership avec 12 réalisations, dont trois contre les Saracens au dernier match.
En 2024-2025, il marque deux essais dans la finale de la Coupe d'Angleterre remportée 48 à 14 face aux Exeter Chiefs.

### Carrière internationale
En 2018, le sélectionneur de l'équipe d'Angleterre, Eddie Jones, l'appelle pour le Tournoi des Six Nations. Toujours sans selection internationale, mais auteur de performances solides en club, il est de nouveau inclus dans le groupe de l'Angleterre pour le Tournoi des Six Nations 2020, lors duquel il signe sa première cape avec une entrée en fin de match contre l'Italie.

## Style de jeu
Reconnu comme joueur physique et combattant, malgré sa taille moindre pour son poste, il est très actif au plaquage. Au début de sa carrière, il joue à plusieurs postes dans le paquet d'avants de Bath.

## Vie privée
Sa compagne Jennifer Floyd a aussi joué au rugby à XV pour Bath.

## Palmarès

### En club
- Finaliste du Challenge européen en 2014 avec Bath Rugby.
- Finaliste du Championnat d'Angleterre en 2015 et 2024 avec Bath Rugby.
- Vainqueur de la Coupe d'Angleterre en 2025 avec Bath Rugby.
- Vainqueur de la Challenge Cup en 2025 avec Bath Rugby.
- Vainqueur du Championnat d'Angleterre en 2025 avec Bath Rugby.

### En équipe nationale
- Vainqueur du Tournoi des Six Nations en 2020 avec l'équipe d'Angleterre.

### Distinctions personnelles
- Meilleur marqueur de la Challenge Cup en 2025 (5 essais).
- Membre de l'équipe type du Championnat d'Angleterre en 2025.